# Sheridan Morais

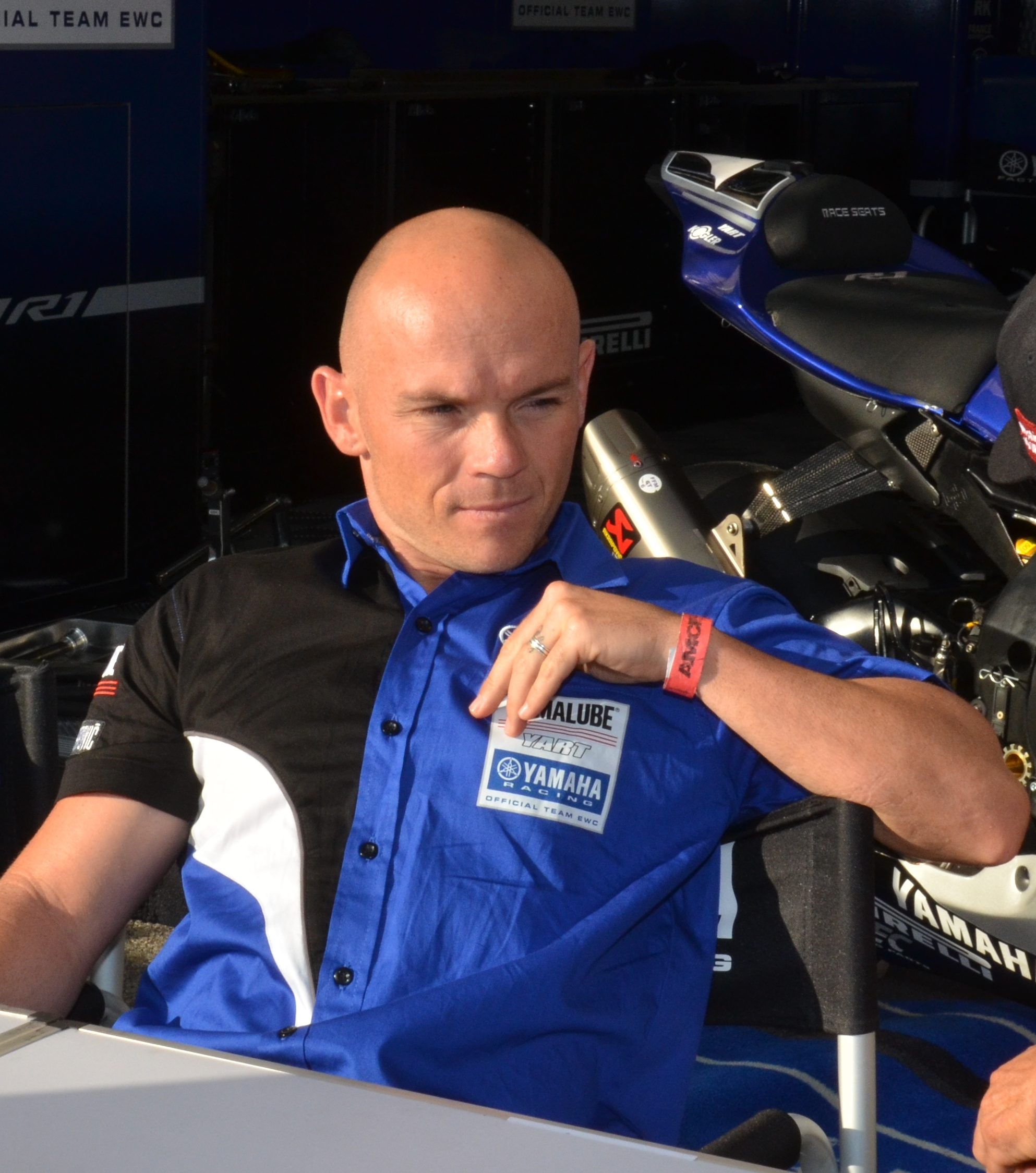
Sheridan Morais in 2016.

Sheridan Morais (Johannesburg, 11 maart 1985) is een Zuid-Afrikaans motorcoureur.

## Carrière
Morais begon zijn motorsportcarrière in het motorcross, voordat hij in 2000 overstapte naar racen op het asfalt. In 2003 werd hij kampioen in de Northern Regions Silver Cup 600 en won hij in het nationale superbike-kampioenschap de titel voor privécoureurs. In 2005 werd hij algeheel nationaal kampioen en kon hij deelnemen aan twee raceweekenden van het Brits kampioenschap superbike. Op een Yamaha viel hij in voor Dennis Hobbs en een achttiende plaats op het Croft Circuit was zijn beste resultaat.
In 2006 maakte Morais zijn debuut in de FIM Superstock 1000 Cup, waarin hij op een Suzuki reed. Twee zevende plaatsen op het Circuit Ricardo Tormo Valencia en Donington Park waren zijn beste klasseringen en hij werd met 39 punten veertiende in het kampioenschap. In 2007 stapte hij over naar een Ducati; ditmaal was een zesde plaats op het Misano World Circuit zijn beste race-uitslag. Met 37 punten verbeterde hij zichzelf naar de dertiende plaats in het klassement. In 2008 reed hij in slechts drie races van het kampioenschap op een Kawasaki, maar behaalde hij op Brands Hatch wel een podiumfinish. Met 21 punten werd hij zeventiende in de eindstand. Tevens won hij dat jaar opnieuw het Zuid-Afrikaans kampioenschap superbike.
In 2009 debuteerde Morais in het wereldkampioenschap superbike op een Kawasaki tijdens zijn thuisrace op het Circuit Kyalami als vervanger van de geblesseerde Makoto Tamada, waar hij de races als dertiende en elfde eindigde. Later dat jaar viel hij op het Circuit Magny-Cours opnieuw in voor Tamada; ditmaal kwam hij niet verder dan een uitvalbeurt en een negentiende plaats. Met acht punten eindigde hij op plaats 32 in het klassement. Dat jaar debuteerde hij ook in het wereldkampioenschap Supersport in de race op het Automotodrom Brno op een Yamaha als vervanger van de geblesseerde Doni Tata Pradita en werd hierin zesde. Tevens behaalde hij dat jaar de titel in de nationale superbike- en supersport-klassen. In 2010 reed hij tijdens de raceweekenden op het Autódromo Internacional do Algarve en Valencia in het WK superbike op een Honda als vervanger van de geblesseerde Broc Parkes. Daarna kwam hij tijdens zijn thuisrace op Kyalami als wildcardcoureur uit op een Aprilia en behaalde een dertiende plaats tijdens de eerste race.

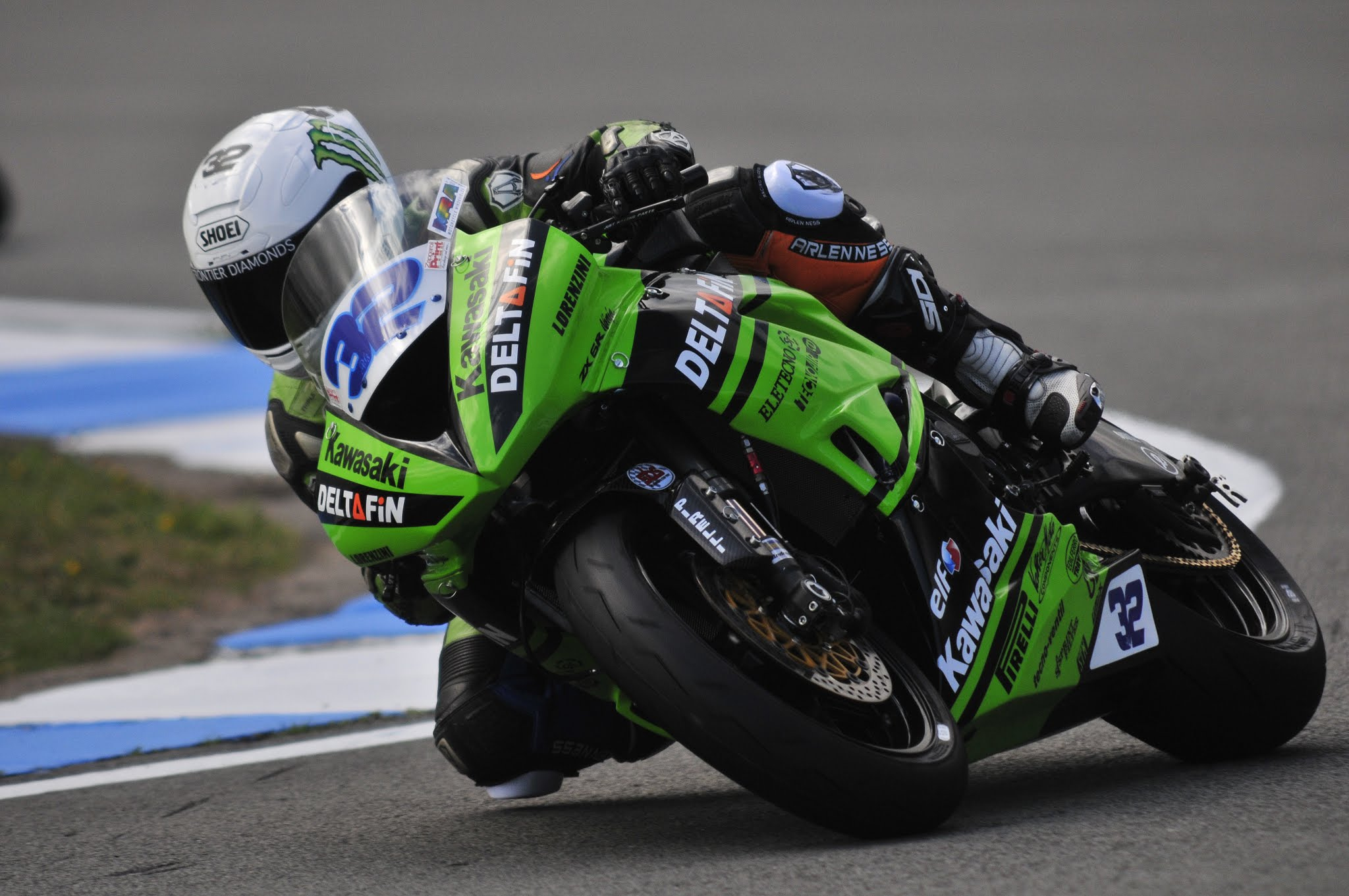
Sheridan Morais op Donington Park in het wereldkampioenschap Supersport in 2012.

In 2011 keerde Morais terug in de FIM Superstock 1000 Cup op een Kawasaki. Hij behaalde een podiumfinish op Portimão en werd zodoende met 65 punten tiende in het kampioenschap. Daarnaast reed hij twee races in de Italiaanse Stock 1000, waarin hij op het Autodromo Nazionale Monza dertiende werd. In 2012 maakte hij zijn debuut als fulltime coureur in het WK Supersport op een Kawasaki. Hij behaalde een podiumfinish op het Motorland Aragón en werd met 96 punten zesde in het kampioenschap. In 2013 begon hij het seizoen op een Honda. In de eerste negen races was een vijfde plaats op Portimão zijn beste klassering. Voor de laatste vier races stapte hij over op een Kawasaki als vervanger van de eerder dat jaar omgekomen Andrea Antonelli. Opnieuw behaalde hij een vijfde plaats op Magny-Cours. Met 55 punten eindigde hij als twaalfde in het klassement.
In 2014 maakte Morais zijn debuut als fulltime coureur in het WK superbike op een Kawasaki. Hij kende echter een weinig succesvol jaar waarin twee twaalfde plaatsen op Portimão en het Circuito Permanente de Jerez zijn beste resultaten waren. Met 24 punten werd hij achttiende in de eindstand. In 2015 zou hij aanblijven bij het team, maar voorafgaand aan het seizoen werd hij toch ontslagen. Hierop stapte hij voor het seizoen 2015 over naar het FIM Endurance World Championship, waarin hij op een Yamaha tiende werd in het eindklassement. Tevens reed hij dat jaar in een aantal races in de superbike-klasse van de MotoAmerica. In 2016 reed hij opnieuw in beide klassen. Tevens werd hij dat jaar ingeschreven voor het raceweekend op Donington Park in het WK superbike op een Kawasaki als vervanger van Joshua Hook, maar ging hij in beide races niet van start.
In 2017 keerde Morais terug in het WK Supersport, waarin hij ditmaal op een Yamaha uitkwam. Hij behaalde een podiumfinish op Aragón, voordat hij op de Lausitzring zijn eerste overwinning behaalde. Met 141 punten werd hij achter Lucas Mahias, Kenan Sofuoğlu en Jules Cluzel vierde in het klassement. In 2018 reed hij vijf races in de klasse als vervanger van de geblesseerde Sofuoğlu op een Kawasaki, waarin een zevende plaats op Aragón zijn beste resultaat was. Met 16 punten werd hij negentiende in het kampioenschap. Tevens maakte hij dat jaar zijn debuut in de Moto2-klasse van het wereldkampioenschap wegrace op een Kalex. Hij nam deel aan de races in Tsjechië, San Marino en Aragón als wildcardcoureur. Hij eindigde de eerste race op plaats 24, terwijl hij in de andere twee races uitviel.
In het seizoen 2018-2019 kwam Morais opnieuw uit in het endurance-kampioenschap op een Yamaha, waarin hij als vijfde eindigde. In het seizoen 2019-2020 reed hij op een Suzuki, maar kwam hij niet verder dan plaats 24 in de eindstand. In 2020 keerde hij tevens terug in het WK superbike op een Kawasaki als vervanger van de geblesseerde Maximilian Scheib tijdens het laatste raceweekend op het Autódromo do Estoril, maar scoorde hierin geen punten.